# Кубомедузи

## Анатомия
Кубомедузите най-видимо се различават от същинските медузи Scyphozoa, че имат по-скоро форма на чадър, отколкото купол или корона. Долната част на чадъра включва капак, или velarium, участващ за концентриране и увеличаване на потока вода, изтласкан от чадъра. В резултат на това кубомедузите могат да се движат по-бързо в сравнение с други медузи. В действителност, са установени скорости от до шест метра в минута.
Нервната система на кубомедузите също е по-развита от тази на много други медузи. Те притежават нервен пръстен около основата на чадъра, който координира техните пулсиращи движения; особеност срещана никъде другаде освен при корономедуза. Докато някои други медузи имат прости пигментни чашки ocelli. Кубомедузи са уникални с притежаването на истински очи, имащи ретина, роговица и лещи. Очите им са разположени на всяка от четирите страни на чадърчето им в групи, наречени rhopalia. Това им дава възможност да виждат конкретни точки от светлината, а не просто да се прави разлика между светлината и мрак. Освен тях кубомедузите имат и по-просто устроени „очи“, общо имат 24 „очи“. Кубомедузите имат най-близкото нещо до мозък измежду известените видове медузи. Кубомедузите също така показват сложно, вероятно визуално водено поведение като избягване на препятствия и бързо насочено движение. Тестовете са показали, че те имат ограничена памет и имат известна способност да се учат.
Пипалата на някои видове могат да достигне до 3 метра дължина. Кубомедузите могат да тежат до 2 кг.

## Разпространение
Въпреки че отровните видове са до голяма степен или изцяло, ограничено до тропическия индо-тихоокеанския регион, различни видове може да се намерят широко в тропическите и субтропическите океани, включително Атлантическия океан и Тихия океан на изток, с видове, далеч на север в Калифорния, в Средиземно море (напр. Carybdea marsupialis) и Япония (напр., Chironex yamaguchii) и на юг чак до Южна Африка (напр., Carybdea branchi) и Нова Зеландия (напр., Carybdea sivickisi).

## Таксономия
От 2007 г. са известни най-малко 36 вида кубомедузи. Те са групирани в два разреда и седем семейства. Няколко нови видове са описани оттогава, и е вероятно все още да има неописани видове. 
Клас Cubozoa
- Разред Carybdeida
  - Семейство Alatinidae
  - Семейство Carukiidae
  - Семейство Carybdeidae
  - Семейство Tamoyidae
  - Семейство Tripedaliidae
- Разред Chirodropida
  - Семейство Chirodropidae
  - Семейство Chiropsalmidae